# Tamansari (Jaken)
Tamansari is een bestuurslaag in het regentschap Pati van de provincie Midden-Java, Indonesië. Tamansari telt 1352 inwoners (volkstelling 2010).